# Zdravko Hebel
Zdravko Hebel (ur. 21 stycznia 1943 w Zagrzebiu, zm. 12 sierpnia 2017 tamże) – chorwacki piłkarz wodny i działacz sportowy. W barwach Jugosławii złoty medalista olimpijski z Meksyku.

## Edukacja
W 1966 ukończył elektrotechnikę na uniwersytecie w Zagrzebiu. W 1974 otrzymał tytuł magistra, a w 1982 doktora.

## Kariera
W latach 1958–1963 był zawodnikiem klubu Naprijed Zagrzeb, a w latach 1963–1977 reprezentował Mladost Zagrzeb, z którym czterokrotnie wygrał Ligę Mistrzów (1967–1969, 1971), a także Puchar Zdobywców Pucharów i Superpuchar Europy w 1976.
W 1968 zdobył złoty medal olimpijski. W reprezentacji Jugosławii grał w latach 1968–1970 i rozegrał w niej 90 spotkań.

## Dalsze losy
W latach 1978–1988 pracował jako sędzia piłki wodnej (od 1985 sędzia międzynarodowy). W latach 1991–2000 był wiceprezesem i członkiem zarządu Chorwackiego Komitetu Olimpijskiego, a także przewodniczącym Komisji ds. Promocji Sportu i Przygotowań Olimpijskich. W latach 1995–1998 był prezesem Chorwackiego Związku Piłki Wodnej. Był też szefem chorwackich delegacji na uniwersjady w 1993, 1995 i 1999 roku.
16 października 2000 został wybrany na prezesa Chorwackiego Komitetu Olimpijskiego, otrzymując 58 głosów na 105 możliwych i pokonując dotychczasowego prezesa, Antuna Vrdoljaka, który dostał 46 głosów (1 był nieważny). 16 września 2002 zrezygnował ze stanowiska, a 16 października 2002 na jego następcę wybrano Zlatko Matešę, który stosunkiem głosów 74:39 pokonał Luciano Sušanja.
Zmarł 12 sierpnia 2017 w Zagrzebiu.

## Życie osobiste
Syn Josipa i Ružicy. Żonaty z piłkarką ręczną i nauczycielką Zlatą Rebernjak, z którą miał dwóch synów.